# Tatum O’Neal
Tatum Beatrice O’Neal (ur. 5 listopada 1963 w Los Angeles) – amerykańska aktorka filmowa, przeszła do historii kina jako najmłodsza laureatka Oscara (1974), za rolę drugoplanową w filmie Papierowy księżyc. W latach 70. cieszyła się dużą popularnością jako aktorka dziecięca, później występowała zdecydowanie rzadziej.

## Życiorys

### Wczesne lata
Pochodzi z aktorskiej rodziny. Jej imię zostało zaczerpnięte od nazwiska wybitnego pianisty jazzowego Art Tatuma. Urodziła się w Los Angeles jako córka pary aktorskiej Ryana O’Neala i Joanny Cook Moore (1934-1997). Dorastała z młodszym bratem Griffinem Patrickiem (ur. 28  października 1964). Jej rodzice rozstali się na początku roku 1966, a w lutym 1967 rozwiązano małżeństwo przez rozwód. W czasie rozstania matka nadużywała alkoholu i leków, w tym amfetaminy. W 1970 Moore sprowadzono do ośrodka integracyjnego dla uzależnionych Camarillo State Hospital. 13 lutego 1975 matka ponownie wyszła za mąż za dekarza Gary’ego L. Reevesa. Rozwiedli się w 1977. Uczęszczała do Hollywood Professional School w Hollywood.
Jej ojciec w 1967 roku poślubił Leigh Taylor-Young, z którą miał syna Patricka (ur. 14 września 1967), a z nieformalnego związku z Farrah Fawcett miał syna Redmonda Jamesa (ur. 30 czerwca 1985).

### Kariera
W wieku 10 lat zadebiutowała rolą sieroty Addie Loggins, która przyczepia się do komiwojażera-oszusta Mosesa Praya (Ryan O’Neal), sprzedającego samotnym wdowom luksusowe wydania Biblii, w czarno-białym komediodramacie Petera Bogdanovicha Papierowy księżyc (Paper Moon, 1973). Film trafił do kin w maju 1973 roku i odniósł ogromny sukces, a z małej dziewczynki zrobił wielką gwiazdę. Tatum zachwyciła zarówno widzów, jak i krytyków, została najmłodszą laureatką Oscara w historii i jedną z nielicznych osób, które tego typu wyróżnienie dostały za debiut. W 1974 roku nagrodzono ją też Złotym Globem dla najbardziej obiecującej aktorki.
Kolejne filmy z jej udziałem, komedia sportowa Michaela Ritchie Straszne misie (The Bad News Bears, 1976) z Walterem Matthau, komedia Bogdanovicha Ktoś tu kręci (Nickelodeon, 1976) z jej ojcem i Burtem Reynoldsem, dramat familijny Bryana Forbesa Wielka gonitwa (International Velvet, 1978) z Christopherem Plummerem, Anthonym Hopkinsem i Danielem Abinerim, komediodramat Ronalda F. Maxwella Małe kochaniątka (Little Darlings, 1980) z Kristy McNichol oraz dramat Julesa Dassina W kręgu dwojga (Circle of Two, 1980) z Richardem Burtonem, nie powtórzyły już sukcesu, dopiero Basquiat – Taniec ze śmiercią (Basquiat, 1996), gdzie wystąpiła w niewielkiej roli jako Cynthia Kruger. Wystąpiła także w telewizyjnej bajce Złotowłosa i trzy niedźwiadki (Faerie Tale Theatre: Goldilocks and the Three Bears, 1984). Startowała do roli Sarah Connor w filmie Terminatorze (The Terminator, 1984), jednak odpadła w przedbiegach, a James Cameron zaangażował Lindę Hamilton.
W 2003, na jubileuszowej 75. ceremonii rozdania Oscarów, pojawiła się na scenie w specjalnej, uroczystej prezentacji aktorów – wszystkich dotychczasowych laureatów Oscara.
W 2005 roku opublikowała bestsellerową autobiografię A Paper Life (Papierowe życie), która wstrząsnęła opinią publiczną. Tatum opisała traumatyczne historie z dzieciństwa, wymienia m.in. molestowanie przez kolegę swojego ojca, i odsłoniła kulisy trudnej relacji z ojcem; Ryan O’Neal w książce został przedstawiony jako tyran, który organizował w swoim domu regularne orgie z udziałem alkoholu i narkotyków. Podczas podróż do Europy przyłapała ojca w łóżku z osiemnastoletnią wówczas Melanie Griffith. W trakcie odbywającej się w jednym z paryskich hoteli imprezy Tatum doświadczyła po raz pierwszy działania opium. O’Neal utrzymywała, że wszystko odbyło się za wiedzą jej ojca. Kiedy jako 15-latka miała problem z nadwagą, ojciec miał ją namawiać do spróbowania diety kokainowej. Spróbowane za młodu używki towarzyszyły Tatum O’Neal przez większą część życia. Była uzależniona od marihuany i alkoholu, a także twardych narkotyków. W latach 90. Tatum uzależniła się od heroiny, trzykrotnie trafiła do ośrodka odwykowego.
W styczniu 2006 roku wzięła udział w reality show stacji ABC Dancing with the Stars, gdzie zajęła 9. miejsce.
W 2011 roku ukazała się jej wspomnienia Found: A Daughter’s Journey Home. Wspólnie z ojcem wystąpiła w 8-odcinkowej telewizyjnej produkcji Oprah Winfrey Network Ryan and Tatum: The O’Neals (2011), która dokumentuje pojednanie córki z ojcem. Jego emisję zakończono po pierwszym sezonie.

## Życie prywatne
1 sierpnia 1986 roku wyszła za mąż za tenisistę Johna McEnroe. Para doczekała się trójki dzieci: dwóch synów - Kevina Jacka (ur. 23 maja 1986) i Seana Timothy’ego (ur. 23 września 1987) oraz córki Emily Katherine (ur. 10 maja 1991). Jednak w czerwcu 1994 doszło do rozwodu. Po rozwodzie O’Neal pogrążyła się w nałogu. McEnroe wystąpił do sądu o pozbawienie jej praw rodzicielskich. W 2008 roku O’Neal została aresztowana za posiadanie narkotyków.

## Filmografia

### Filmy fabularne
- 1973: Papierowy księżyc (Paper Moon) jako Addie Loggins
- 1976: Straszne misie (The Bad News Bears) jako Amanda Whurlitzer
- 1976: Ktoś tu kręci (Nickelodeon) jako Alice Forsyte
- 1978: Wielka gonitwa (International Velvet) jako Sarah Brown
- 1980: Małe kochaniątka (Little Darlings) jako Ferris Whitney
- 1980: W kręgu dwojga (Circle of Two) jako Sarah Norton
- 1981: Prisoners jako Christie
- 1985: Szał (Certain Fury) jako Scarlet
- 1991: Odgłosy Nowego Jorku (Little Noises) jako Stella
- 1993: Woman on the Run: The Lawrencia Bembenek Story jako Lawrencia Bembenek
- 1996: Basquiat – Taniec ze śmiercią (Basquiat) jako Cynthia Kruger
- 2002: Żona wyrzutka (The Scoundrel’s Wife) jako Camille Picou
- 2003: The Technical Writer jako Slim
- 2006: My Brother jako Erica Walters
- 2008: Pięć dziewczyn z Teksasu (Fab Five: The Texas Cheerleader Scandal) jako Lorene Trippit
- 2009: Saving Grace B. Jones jako Grace
- 2010: The Runaways: Prawdziwa historia jako Marie Harmon
- 2010: Ostatnia wola (Last Will) jako Hayden Emery

### Seriale telewizyjne
- 1984: Faerie Tale Theatre jako Goldirocks
- 1989: CBS Schoolbreak Special jako Kim
- 2003: Seks w wielkim mieście (Sex and the City) jako Kyra
- 2004: 8 prostych zasad (8 Simple Rules... for Dating My Teenage Daughter) jako panna McKenna
- 2004: Prawo i porządek: Zbrodniczy zamiar (Law & Order: Criminal Intent) jako Kelly Garnett
- 2005–2011: Wołanie o pomoc (Rescue Me) jako Maggie
- 2006–2007: Wicked Wicked Games jako Blythe Hunter

## Nagrody
- Nagroda Akademii Filmowej Najlepsza aktorka drugoplanowa: 1974 Papierowy księżyc
- Złoty Glob Najbardziej obiecująca aktorka: 1974 Papierowy księżyc